# Operació Columna de Núvol
L'Operació Columna de Núvol (en hebreu: עמוד ענן, Amud Anan, o Pilar Defensiu) és una operació militar duta a terme per les Forces de Defensa d'Israel a la Franja de Gaza, llançada el 14 de novembre de 2012 en resposta al llançament previ de més d'un centenar de míssils sobre territori israelià durant quatre dies consecutius, per part de l'organització palestina Hamàs.
Quatre hores després del començament de les hostilitats dels militants palestins van llançar més de 250 míssils i coets contra Israel, matant a tres civils. Estats Units, Regne Unit, Alemanya, Canadà i Noruega van condemnar els atacs palestins amb coets contra Israel i van expressar el seu suport al dret d'Israel. França va expressar la seva preocupació per les possibles víctimes civils. Els països àrabs i musulmans, així com Rússia, van condemnar l'operació israeliana.
El 21 de novembre es va acordar un Alto el foc amb la mediació d'Egipte i els Estats Units.
174 palestins van morir en els atacs, i centenars foren ferits, d'acord amb el Consell de Drets Humans de les Nacions Unides.

## Origen del nom
L'origen del nom de l'operació va ser pres del llibre Èxode de la Torà quan una columna de núvol guià als Fills d'Israel en sortir d'Egipte:
| «                    | I Senyor anava al davant de dia en una columna de núvol per guiar-los pel camí, i de nit en una columna de foc per il·luminar-los, per tal que anassin de dia i de nit. | » |
| — Bíblia-Èxode-13:21 | |   |

## Antecedents
Una fràgil treva entre l'Exèrcit Israelià i les faccions palestines de Gaza va ser interrompuda al novembre. Els persistents atacs palestins amb coets contra les ciutats i pobles d'Israel van ser continus, comptabilitzant-ne 92 només a l'octubre. Aquesta treva va ser violentament trencada en un incident ocorregut el 10 de novembre, en què atacants palestins van disparar un míssil antitancs a un Jeep de l'exèrcit israelià durant una patrulla de rutina del costat israelià de la frontera. L'atac va ferir quatre soldats, un dels quals es troba en estat crític. La Força Aèria Israeliana va respondre l'atac amb incursions aèries., entre les quals van executar a Ahmed Jabari, matant també en l'acció un nen de deu anys.

## Desenvolupament

### 14 de novembre
L'operació va començar a les 16:00 (hora d'Israel) amb un atac aeri dirigit contra Ahmed Jabari, cap de l'ala militar de Hamas.
Les forces de defensa israelianes asseguren que Jabari tenia "les mans tacades de sang israelià". Tot seguit, el seu portaveu va informar que era el començament d'una operació més gran contra la cadena de comandament de Hamas. Les reaccions es van desencadenar en cadena a Gaza. Els minarets de les mesquites van començar a informar de l'atac i els carrers es van començar a buidar. Hamas, per la seva banda, va dir que l'atac havia obert les "portes de l'infern".
Aquesta acció va ser seguida per atacs israelians contra 20 objectius de Hamas a la Franja de Gaza, en què s'incloïen llançacoets subterranis i un magatzem de municions i míssils Fajr-5 de llarg abast de fabricació iraniana. L'exèrcit israelià va dir que molts dels zulos on amagaven armes es trobaven a en les zones residencials, demostrant "el patró de Hamas d'utilitzar a la població de Gaza com a escuts humans ". Israel afirma haver destruït la major part de l'armament de llarg abast. Un portaveu de les FDI confirmo que l'objectiu principal de l'operació és "el retorn de la tranquil·litat al sud d'Israel, i ... per atacar les organitzacions terroristes." No obstant això, en el segon dia d'atacs l'aviació israeliana havia matat en un sol dia a 12 civils palestins, entre ells el fill d'un cronista de la BBC (d'11 mesos d'edat, al costat d'altres 6 persones menors de 21 anys) ia un docent de l'ONU que impartia classes a la regió. La flota israeliana al Mediterrani també es va sumar a l'operació i va bombardejar objectius a la ciutat.
Militants de Gaza van continuar disparant coets a les ciutats israelianes de Beerxeba, Asdod, Ofaqim i els Consells Regionals de Xaar del Nègueb i Eixkol. El sistema de defensa antimíssils Cúpula de Ferro interceptar 27 míssils disparats pels palestins. Al voltant de 55 míssils van ser llançats durant la nit del 14 de novembre, incloent un coet Grad, disparats a direcció del Centre de Recerca Nuclear del Nègueb prop de Dimona. Aquesta mateixa nit, el primer ministre Benjamin Netanyahu va anunciar que el gabinet israelià havia autoritzat una crida parcial de reservistes en cas que fossin necessaris per a una gran operació terrestre.

### 15 de novembre
En el segon dia de l'operació, Hamàs va continuar el llançament massiu de coets i míssils. Totes les escoles dins dels 40 quilòmetres de distància de la Franja de Gaza van ser tancats.
El bombardeig nocturn per part dels palestins va ser continu. Tres israelians, un home i dues dones, van morir quan un míssil va caure en un edifici de quatre pisos a Malaquies. El Maguen David Adom (creu roja israeliana) va atendre amb paramèdics a cinc ferits al lloc, entre ells un nen d'11 mesos d'edat que va ser ferit de gravetat. Altres Tretze israelians van ser atesos per ferides sofertes durant l'incessant bombardeig palestí. Cinc míssils van ser disparats contra la ciutat quan els serveis d'emergència intentaven rescatar persones atrapades entre la runa. Una residència a Asdod i una escola a Ofaqim van ser assolits per míssils llançats pels palestins. La força aèria israeliana va distribuir fullets sobre Gaza advertint als seus residents de mantenir distància de les bandes palestines, les seues bases i instal·lacions.
Aquest mateix dia, almenys dos míssils Fajr van caure als afores de Tel-Aviv. Aquesta va ser la primera vegada que la regió del Gush Dan va ser blanc de míssils des de la Guerra del Golf Pèrsic, quan Saddam Hussein va llançar una sèrie de míssils Scud contra Israel. Durant la nit la Força Aèria Israeliana va llançar una sèrie de 70 bombardejos per destruir les instal·lacions subterrànies de llançament de coets de mitjà i llarg abast.
Durant els atacs de l'aviació israeliana, van morir 12 civils palestins, entre ells el fill d'un cronista de la BBC (d'11 mesos d'edat, al costat d'altres 6 persones menors de 21 anys) i un docent de l'ONU que impartia classes a la regió

## Víctimes
El Consell de Drets Humans de les Nacions Unides va emetre un informe que afirmava que van morir 174 palestins en total, 107 d'ells civils..

## Mitjans de comunicació social i internet
L'exèrcit israelià va fer ampli ús de Twitter i d'un liveblog per informar sobre les seves operacions. El compte de les FDI en Twitter va guanyar més de 50.000 nous seguidors en 24 hores. Hamas també va fer ús de Twitter, donant a conèixer els seus atacs amb coets i morters. La influent revista Foreign Policy va denominar aquestes activitats com un "fita en les comunicacions militars".

## Reaccions de la comunitat internacional
A banda de la condemna per part de l'Iran i altres països àrabs i musulmans. El 15 de novembre es va reunir el Consell de Seguretat de l'ONU per discutir la situació al sud d'Israel. La majoria dels països de la comunitat internacional considera que el principal culpable de l'escalada militar va ser l'organització Hamas. «Sorprenentment, la majoria dels membres del Consell de Seguretat de l'ONU va expressar la seva comprensió i suport les accions d'Israel en resposta als permanents atacs amb coets de Hamas» va dir l'ambaixador israelià davant les Nacions Unides, Ron Prosor.
En els seus respectius comunicats, Estats Units i el Canadà van recolzar incondicionalment l'operació antiterrorista a la Franja de Gaza, afegint que «Israel té el legítim dret a l'autodefensa.»
El Ministre de Relacions Exteriors de Gran Bretanya, William Hague, va acusar Hamàs per l'escalada de les tensions a la Franja de Gaza i va qualificar el bombardeig sobre la població civil de les ciutats israelianes com «actes de barbàrie», exigint a Hamàs «posar fi a la bogeria» i «no exposar a la població de Gaza als legítims atacs de represàlia per part d'Israel.» Mentre que el Ministre d'Afers Exteriors de França, Laurent Fabius, va instar a Israel i als palestins a mostrar moderació, admetent que "Israel té tot el dret de protegir els seus ciutadans."
El portaveu del Quartet per al Pròxim Orient, Tony Blair, va instar Hamas a aturar els atacs amb coets contra Israel.
| «             | Si els míssils cauen sobre les ciutats israelianes, els atacs de represàlia no farien altre cosa que augmentar. Al voltant d'un milió de persones cada nit ha de corre cap als refugis antiaeris, i no hi ha al món un govern que toleri que els seus ciutadans estiguin sota aquesta pressió. Així que, entenc, que el lideratge de Hamàs està sota pressió, però l'única resposta a això només pot ser la detenció immediata dels atacs sobre Israel. | » |
| — Tony Blair. | |   |